# Kokswijk
Kokswijk is een gebied in de gemeente Westerkwartier in de provincie Groningen. Het ligt direct ten oosten van Zevenhuizen langs de gelijknamige wijk. Kokswijk wordt gerekend tot Zevenhuizen.
De streek eindigt bij de provinciegrens met Drenthe, waar Nieuw-Roden begint. De naam van de streek is afgeleid van de eigennaam Kok. Dit zou een vervener geweest zijn die de turf hier heeft afgegraven.